# 경석고
경석고(硬石膏, anhydrite) 또는 무수 황산 칼슘(anhydrous calcium sulfate)은 화학식 CaSO4을 갖는 광물이다. 사방정계 결정계에 속한다.
모스 굳기는 3.5이며 비중은 2.9이다. 색은 흰색이며 가끔은 회색, 파란색, 자주색을 띄는 경우도 있다.
경석고는 증발 잔류암의 석고 퇴적물에서 주로 볼 수 있다. 1794년 할인티롤 주변의 암염 산지에서 처음 발견되었다. 또, 경석고는 페르시아만 사브카의 갯벌 환경에 나타난다. 상당한 양의 경석고는 암염 돔이 모암을 형성할 때 발생한다. 경석고는 일부 화성암에서 발견되기도 한다.

## 추가 문헌
- Spencer, Leonard James. Anhydrite. 1911 Encyclopædia Britannica
- Mineralgalleries.com
- Minerals.net